# Coquihalla Canyon Park
Coquihalla Canyon Park är en park i Kanada.   Den ligger i provinsen British Columbia, i den södra delen av landet, 3 400 km väster om huvudstaden Ottawa. Coquihalla Canyon Park ligger 333 meter över havet.
Terrängen runt Coquihalla Canyon Park är bergig åt sydost, men åt nordväst är den kuperad.Trakten runt Coquihalla Canyon Park är nära nog obefolkad, med mindre än två invånare per kvadratkilometer.. Närmaste större samhälle är Hope, 5,4 km väster om Coquihalla Canyon Park.
I omgivningarna runt Coquihalla Canyon Park växer i huvudsak barrskog.